# Philodromus margaritatus
Philodromus margaritatus es una especie de araña cangrejo del género Philodromus, familia Philodromidae. Fue descrita científicamente por Clerck en 1757.
Esta especie caza sus presas, pequeños insectos y hormigas, corriendo libremente sobre o debajo de la corteza del árbol y utiliza muy poco la emboscada. Puede alcanzar grandes velocidades.

## Distribución
Esta especie se encuentra en Europa, Turquía, Cáucaso, Rusia, Kazajistán, Irán, Corea y Japón.
Los machos miden 5-7 mm y las hembras 8-10 mm.

## Hábitat
Los adultos se encuentran a principios del verano. Frecuenta principalmente la corteza y el follaje de los árboles cubiertos de líquenes.